# Juan Borges Mateos
Juan Borges Mateos (Caimanera, Província de Guantánamo, 28 de març de 1966), és un jugador d'escacs cubà, que té el títol de Gran Mestre des de 2004.
A la llista d'Elo de la FIDE del setembre de 2020, hi tenia un Elo de 2421 punts, cosa que en feia el jugador número 30 (en actiu) de Cuba. El seu màxim Elo va ser de 2484 punts, a la llista d'octubre de 2004 (posició 805 al rànquing mundial).

## Resultats destacats en competició
Ha guanyat en tres ocasions el Campionat de Cuba en els anys 1987, 1993 i 1995, aquest darrer empatat amb Julio Becerra Rivero. El 1988 fou campió de Panamericà a l'Havana. El 2004 fou tercer a l'Obert Vila de Sitges (el campió fou Víktor Moskalenko). El 2003 fou tercer a l'Obert de Barberà del Vallès (el campió fou Víktor Moskalenko), i el 2005 repetí el tercer lloc (el campió fou Arkadi Rotstein). El 2005 fou tercer a la classificació general del Circuit Català, per darrere de Serhí Fedortxuk i Oleg Kornéiev.

### Participació en olimpíades d'escacs
Borges Mateos ha participat, representant Cuba, en dues Olimpíades d'escacs els anys 1988 i 1998, amb un resultat de (+5 =6 –2), per un 61,5% de la puntuació.